# 舒瓦基什湖
56°54′43″N 60°32′20″E / 56.91194°N 60.53889°E

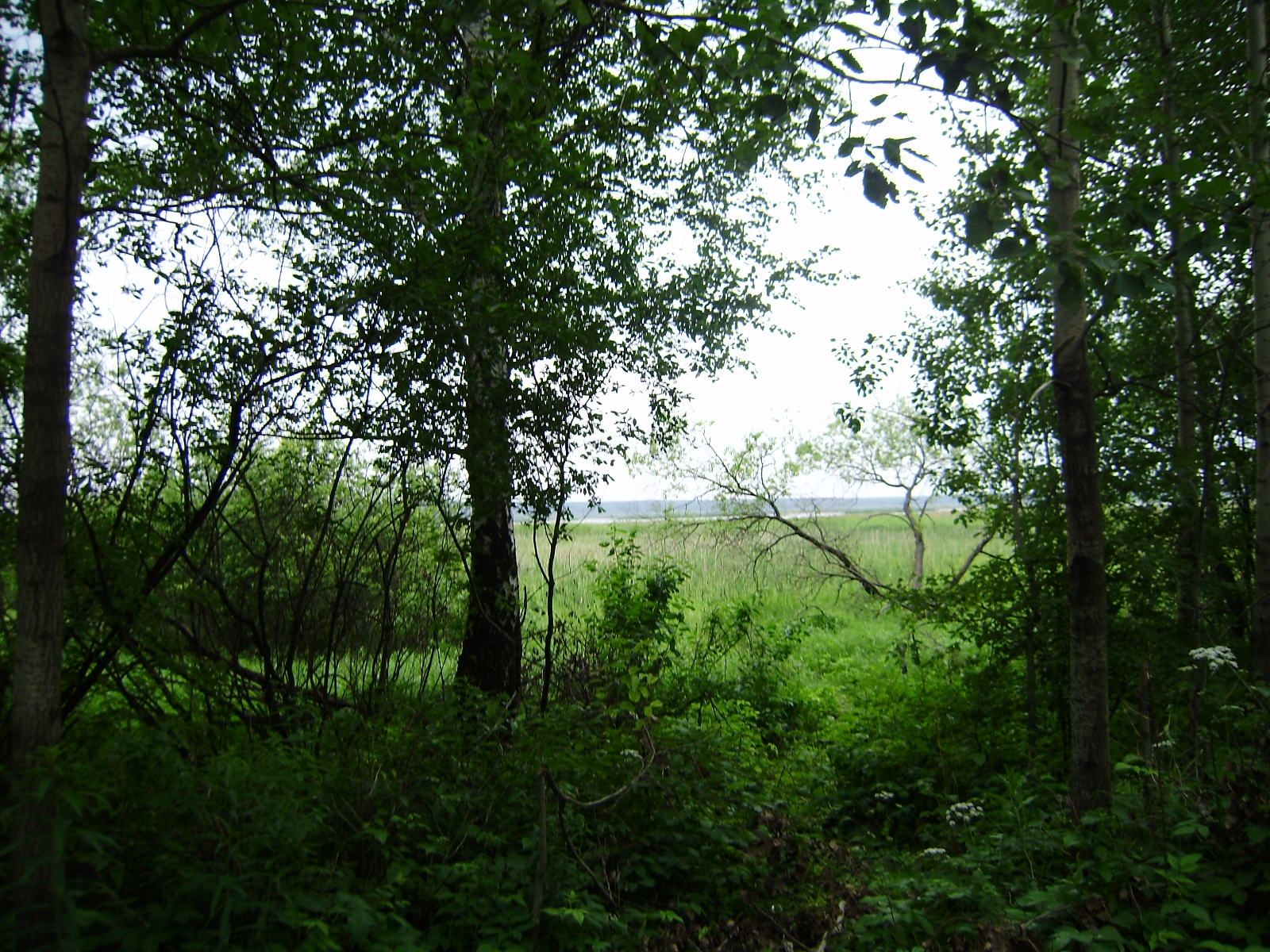

舒瓦基什湖（俄语：Шувакиш），是俄羅斯的湖泊，位於該國中西部斯維爾德洛夫斯克州，處於葉卡捷琳堡，面積1至2平方公里，海拔高度267米，集水區面積23平方公里。